# Wanda Jarszewska
Wanda Jarszewska (ur. 3 listopada 1888 w Warszawie, zm. 15 maja 1964 tamże) – polska aktorka teatralna i filmowa.

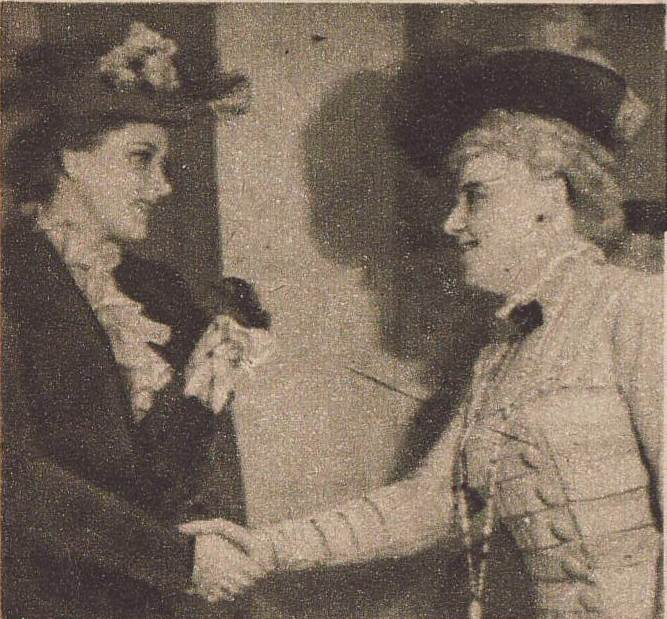
Wanda Jarszewska i Stanisława Angel-Engelówna w sztuce „Szczęście Frania”, Teatr Comoedia w Warszawie, 1948

## Życiorys
Była córką Juliana i Marii Zybertów. Ukończyła klasę dramatyczną przy Warszawskim Towarzystwie Muzycznym. Debiutowała w 1905 r. w zespole objazdowym Bolesława Bolesławskiego pod ps. Kotwicz. Początkowo grała w zespołach objazdowych, w latach 1909–1919 w Teatrze im. Juliusza Słowackiego w Krakowie (ponad 300 ról). W 1919 wróciła do Warszawy i do 1939 grała tam na stałe. W czasie II wojny światowej występowała w jawnym Teatrze Komedia. Po wojnie, od 1947, występowała w Teatrze Powszechnym w Warszawie. Dała się poznać jako teatralna aktorka liryczna o zacięciu komediowym. Sama również reżyserowała sztuki, występowała także w filmach.
Była dwukrotnie zamężna: po raz pierwszy ze Stanisławem Jarszewskim (1883–1952), aktorem, dyrektorem teatru, a od 1919 z Józefem Relidzyńskim.
Zmarła w Warszawie, pochowana na cmentarzu Powązkowskim (kwatera 155b-1-20).

## Filmografia
- 1916: Pod jarzmem tyranów (Maria Zbroja)
- 1921: Pan Twardowski (pani Twardowska)
- 1932: Księżna Łowicka (Honoratka)
- 1933: Zabawka (matka Hani)
- 1934: Kocha, lubi, szanuje (dama do towarzystwa)
- 1935: Antek policmajster (siostra gubernatorowej)
- 1936: 30 karatów szczęścia (Dobrowolska)
- 1936: Będzie lepiej (żona Ruczyńskiego)
- 1936: Fredek uszczęśliwia świat (matka Irmy)
- 1936: Trędowata (hrabina Ćwilecka)
- 1937: Niedorajda (żona Onufrego)
- 1937: Skłamałam (ciocia Fela)
- 1937: Znachor (matka Leszka)
- 1938: Druga młodość (matka Tamary)
- 1938: Florian (pani Rupejko)
- 1938: Granica (Dawnicka)
- 1938: Moi rodzice rozwodzą się (matka Krysi)
- 1938: Wrzos (Wolska)
- 1938: Za winy niepopełnione (matka Julii)
- 1939: Biały Murzyn (Maciejowa)
- 1939/1941: Żona i nie żona (matka Nelly)

## Wybrane role teatralne
- Ziemia (Izia) - Teatr Miejski im. Słowackiego w Krakowie, 1909
- Koncert (Delfina) – Teatr Miejski im. Słowackiego w Krakowie, 1910
- Mój przyjaciel Tadzio (Magdalena) – Teatr Miejski im. Słowackiego w Krakowie, 1911
- Przyjaciele (Zofia) – Teatr Miejski im. Słowackiego w Krakowie, 1918
- Maskarada na poddaszu (Joanna) – Teatr Narodowy w Warszawie, 1925
- Faust (Marta) – Teatr Narodowy w Warszawie, 1926
- Romans florencki (Tessa) - Teatr Narodowy w Warszawie, 1928
- Brat marnotrawny (Miss Prism) – Teatr Narodowy w Warszawie, 1928
- Testament jaśnie pana (Mimi) - Teatr Narodowy w Warszawie, 1933
- Burza w domu panien (Hrabina Blucher) – Teatr Komedia w Warszawie, 1941
- Dama kameliowa (Prudencja) - Teatr Komedia w Warszawie, 1944
- Stara cegielnia (pani Gałązkowa) – Teatr Miejski Komedia w Gdyni, 1946
- Medor (matka Honorata) – Teatr Aktorów Województwa Gdańskiego w Sopocie, 1947
- Głupi Jakub (Marta) – Teatr Mały w Warszawie
- Moralność pani Dulskiej (pani Dulska) – Teatr Powszechny w Warszawie, 1950
- Podróż po Warszawie (Zgrywalska „Mama”) – Teatr Powszechny w Warszawie, 1957
- Trzej Muszkieterowie (Matka D’Artagnan) – Teatr Powszechny w Warszawie, 1963

## Ordery i odznaczenia
- Krzyż Oficerski Orderu Odrodzenia Polski (1961)[2]
- Krzyż Kawalerski Orderu Odrodzenia Polski (11 lipca 1955)[3]
- Medal 10-lecia Polski Ludowej (19 stycznia 1955)[4]